# Трошин, Денис Михайлович
Дени́с Миха́йлович Тро́шин — советский философ-марксист, доктор философских наук (1958), профессор (1959), специалист по диалектическому и историческому материализму, а также по философским вопросам естествознания.

## Биография
В 1932 году окончил Тимирязевскую сельскохозяйственную академию, а в 1949 году — аспирантуру АОН при ЦК КПСС по кафедре философии. С 1951 по 1954 гг. работал заместителем директора ИФ АН СССР. С 1957 — заведующий кафедрой философии МАИ. Был одним из авторов учебника для вузов по диалектическому материализму, подготовленного коллективом сотрудников ИФ АН СССР под общей редакцией академика Г. Ф. Александрова (М., 1954).

## Основные труды
- Диалектика развития в мичуринской биологии, М., 1950.
- Движение и развитие в природе и обществе, М., 1950.
- О коренной противоположности двух концепций развития, М., 1952.
- Марксизм-ленинизм об объективном характере законов науки, М., 1953.
- Место и роль естествознания в развитии общества, М., 1961.
- Сила науки. О превращении науки в непосредственную производительную силу, М., 1963.
- Роль науки в стр-ве коммунизма, М., 1965.
- Методологич. проблемы совр. науки, М., 1966.
- Философия и современная наука (методологические проблемы), М., 1985.[3]